# Lutzenberg (Eppishausen)
Lutzenberg ist ein Ortsteil der oberschwäbischen Gemeinde Eppishausen.

## Geografie
Der Ort Lutzenberg liegt etwa sechs Kilometer nordöstlich von Eppishausen und ist mit diesem durch die Staatsstraße St 2027 in Verbindung mit der Kreisstraße MN 3 verbunden. Nördlich und südlich befinden sich Waldungen, der Osten und Westen des Ortes wird landwirtschaftlich als Grünland und für den Getreideanbau genutzt.

## Geschichte
Der als Rodungssiedlung entstandene Ort wurde vermutlich von einem Luzo angelegt. Erstmals fassbar wird der Ort in einer Urkunde aus dem Jahr 1424. Ebenfalls mit mehreren anderen Ortschaften kam er  1490 an die Herrschaft Kirchheim in Schwaben. Die Anna-Kapelle wurde 1712 erbaut und erhielt 1722 die Messlizenz.